# 숭산초등학교 (경남)
숭산초등학교는 대한민국 경상남도 합천군 가야면 매안리에 있었던 공립 초등학교이다.

## 학교 연혁
- 1940년 4월 8일 : 가산제2공립심상소학교 개교
- 1941년 4월 1일 : 가산제2공립국민학교 개칭
- 1947년 4월 5일 : 숭산국민학교로 개칭
- 1983년 3월 1일 : 병설유치원 설립
- 1996년 3월 1일 : 숭산초등학교로 개칭
- 2005년 3월 1일 : 제31대 강윤태 교장 부임
- 2007년 3월 1일 : 제32대 문동식 교장 부임
- 2009년 3월 1일 : 제33대 노윤섭 교장 부임
- 2010년 3월 1일 : 제34대 정남석 교장 부임
- 2012년 9월 1일 : 제35대 김석순 교장 부임
- 2015년 3월 1일 : 제36대 김호연 교장 부임
- 2017년 2월 17일 : 제72회 졸업(총 졸업생수 5,119명)
- 2017년 3월 1일 : 제37대 최선 교장 부임
- 2019년 3월 1일 : 가산초등학교, 숭산초등학교, 해인초등학교 3개교가 통폐합되어 합천가야초등학교가 되었다

## 참고 자료
- 숭산초등학교 - 한국교육학술정보원 학교알리미